# FIFA女子ワールドカップにおける得点者
FIFA女子ワールドカップにおける得点者（FIFAじょしワールドカップにおけるとくてんしゃ）の項では、FIFA女子ワールドカップにおける得点上位者および国別得点者一覧を表記する。

## 得点上位者
選手名の太字は、2023年大会時点での現役選手。国籍は、最後に大会に出場した当時の国名を記載。
各年の太字の得点数は大会最多得点。
| 順 位 | 選手                                 | 国籍           | 得点数 | 出場 試合数 | 参加大会 | 参加大会 | 参加大会 | 参加大会 | 参加大会 | 参加大会 | 参加大会 | 参加大会 | 参加大会 |
| 順 位 | 選手                                 | 国籍           | 得点数 | 出場 試合数 | 1991年   | 1995年   | 1999年   | 2003年   | 2007年   | 2011年   | 2015年   | 2019年   | 2023年   |
| ----- | ------------------------------------ | -------------- | ------ | ----------- | -------- | -------- | -------- | -------- | -------- | -------- | -------- | -------- | -------- |
| 1     | マルタ                               | ブラジル       | 17     | 23          | -        | -        | -        | 3        | 7        | 4        | 1        | 2        | 0        |
| 2     | ビルギット・プリンツ                 | ドイツ         | 14     | 24          | -        | 1        | 1        | 7        | 5        | 0        | -        | -        | -        |
| 2     | アビー・ワンバック                   | アメリカ合衆国 | 14     | 25          | -        | -        | -        | 3        | 6        | 4        | 1        | -        | -        |
| 4     | ミシェル・エイカーズ                 | アメリカ合衆国 | 12     | 13          | 10       | 0        | 2        | -        | -        | -        | -        | -        | -        |
| 5     | ベッティーナ・ヴィーグマン           | ドイツ         | 11     | 22          | 3        | 3        | 3        | 2        | -        | -        | -        | -        | -        |
| 5     | 孫雯                                 | 中華人民共和国 | 11     | 20          | 1        | 2        | 7        | 1        | -        | -        | -        | -        | -        |
| 5     | クリスティアーニ                     | ブラジル       | 11     | 21          | -        | -        | -        | 0        | 5        | 2        | 0        | 4        | -        |
| 8     | ハイディ・モール                     | ドイツ         | 10     | 12          | 7        | 3        | -        | -        | -        | -        | -        | -        | -        |
| 8     | アン・クリスティン・アーロネス       | ノルウェー     | 10     | 11          | -        | 6        | 4        | -        | -        | -        | -        | -        | -        |
| 8     | クリスティン・シンクレア             | カナダ         | 10     | 24          | -        | -        | -        | 3        | 3        | 1        | 2        | 1        | 0        |
| 8     | カーリー・ロイド                     | アメリカ合衆国 | 10     | 25          | -        | -        | -        | -        | 0        | 1        | 6        | 3        | -        |
| 12    | リンダ・メダレン                     | ノルウェー     | 9      | 17          | 6        | 2        | 1        | -        | -        | -        | -        | -        | -        |
| 12    | ヘーゲ・リーセ                       | ノルウェー     | 9      | 22          | 1        | 5        | 3        | 0        | -        | -        | -        | -        | -        |
| 12    | アレックス・モーガン                 | アメリカ合衆国 | 9      | 22          | -        | -        | -        | -        | -        | 2        | 1        | 6        | 0        |
| 12    | ミーガン・ラピノー                   | アメリカ合衆国 | 9      | 20          | -        | -        | -        | -        | -        | 1        | 2        | 6        | 0        |
| 16    | 劉愛玲                               | 中華人民共和国 | 8      | 16          | 4        | 1        | 3        | -        | -        | -        | -        | -        | -        |
| 16    | ミア・ハム                           | アメリカ合衆国 | 8      | 23          | 2        | 2        | 2        | 2        | -        | -        | -        | -        | -        |
| 16    | マリアンヌ・ペッターセン             | ノルウェー     | 8      | 15          | -        | 3        | 3        | 2        | -        | -        | -        | -        | -        |
| 16    | クリスティン・リリー                 | アメリカ合衆国 | 8      | 30          | 0        | 3        | 2        | 2        | 1        | -        | -        | -        | -        |
| 16    | ケルスティン・ガレフレケス           | ドイツ         | 8      | 16          | -        | -        | -        | 4        | 2        | 2        | -        | -        | -        |
| 16    | 澤穂希                               | 日本           | 8      | 24          | -        | 0        | 0        | 3        | 0        | 5        | 0        | -        | -        |
| 16    | セリア・シャシッチ                   | ドイツ         | 8      | 11          | -        | -        | -        | -        | -        | 2        | 6        | -        | -        |
| 16    | ウジェニー・ル・ソメ                 | フランス       | 8      | 19          | -        | -        | -        | -        | -        | 0        | 3        | 2        | 3        |
| 24    | シシー                               | ブラジル       | 7      | 9           | -        | 0        | 7        | -        | -        | -        | -        | -        | -        |
| 24    | ティファニー・ミルブレット           | アメリカ合衆国 | 7      | 18          | -        | 3        | 3        | 1        | -        | -        | -        | -        | -        |
| 24    | リサ・デ・ヴァンナ                   | オーストラリア | 7      | 15          | -        | -        | -        | -        | 4        | 1        | 2        | 0        | -        |
| 24    | エレン・ホワイト                     | イングランド   | 7      | 14          | -        | -        | -        | -        | -        | 1        | 0        | 6        | -        |
| 24    | アレクサンドラ・ポップ               | ドイツ         | 7      | 18          | -        | -        | -        | -        | -        | 0        | 1        | 2        | 4        |
| 29    | カリン・ジェニングス                 | アメリカ合衆国 | 6      | 12          | 6        | 0        | -        | -        | -        | -        | -        | -        | -        |
| 29    | レナ・ヴィデクル                     | スウェーデン   | 6      | 9           | 5        | 1        | -        | -        | -        | -        | -        | -        | -        |
| 29    | カティア                             | ブラジル       | 6      | 12          | -        | 0        | 2        | 4        | 0        | -        | -        | -        | -        |
| 29    | マーレン・マイネルト                 | ドイツ         | 6      | 16          | -        | 2        | 0        | 4        | -        | -        | -        | -        | -        |
| 29    | ラグンヒル・グルブランセン           | ノルウェー     | 6      | 9           | -        | -        | 0        | -        | 6        | -        | -        | -        | -        |
| 29    | ヴィクトリア・サンデル・スヴェンソン | スウェーデン   | 6      | 13          | -        | -        | 2        | 3        | 1        | -        | -        | -        | -        |
| 29    | 宮間あや                             | 日本           | 6      | 17          | -        | -        | -        | 0        | 2        | 2        | 2        | -        | -        |
| 29    | イザベル・ヘルロフセン               | ノルウェー     | 6      | 15          | -        | -        | -        | -        | 2        | 0        | 2        | 2        | -        |
| 29    | ジェニファー・エルモソ               | スペイン       | 6      | 10          | -        | -        | -        | -        | -        | -        | 0        | 3        | 3        |
| 29    | サム・カー                           | オーストラリア | 6      | 14          | -        | -        | -        | -        | -        | 0        | 0        | 5        | 1        |
| 39    | ピア・スンドハーゲ                   | スウェーデン   | 5      | 10          | 4        | 1        | -        | -        | -        | -        | -        | -        | -        |
| 39    | ティシャ・ベントゥリーニ             | アメリカ合衆国 | 5      | 8           | -        | 3        | 2        | -        | -        | -        | -        | -        | -        |
| 39    | ハンナ・ユングベリ                   | スウェーデン   | 5      | 12          | -        | -        | 2        | 3        | 0        | -        | -        | -        | -        |
| 39    | プレチーニャ                         | ブラジル       | 5      | 14          | 0        | 1        | 3        | -        | 1        | -        | -        | -        | -        |
| 39    | レナーテ・リンゴル                   | ドイツ         | 5      | 15          | -        | -        | 1        | 0        | 4        | -        | -        | -        | -        |
| 39    | インカ・グリングス                   | ドイツ         | 5      | 8           | -        | -        | 3        | -        | -        | 2        | -        | -        | -        |
| 39    | マリー=ロール・デリー                | フランス       | 5      | 9           | -        | -        | -        | -        | -        | 2        | 3        | -        | -        |
| 39    | キャイ・サイモン                     | オーストラリア | 5      | 8           | -        | -        | -        | -        | -        | 2        | 3        | -        | -        |
| 39    | アーニャ・ミッターク                 | ドイツ         | 5      | 8           | -        | -        | -        | -        | 0        | -        | 5        | -        | -        |
| 39    | ファラ・ウィリアムズ                 | イングランド   | 5      | 13          | -        | -        | -        | -        | 1        | 1        | 3        | -        | -        |
| 39    | サラ・デブリッツ                     | ドイツ         | 5      | 13          | -        | -        | -        | -        | -        | -        | 2        | 3        | 0        |
| 39    | ワンディ・ルナール                   | フランス       | 5      | 17          | -        | -        | -        | -        | -        | 0        | 0        | 4        | 1        |
| 39    | ジル・ルート                         | オランダ       | 5      | 12          | -        | -        | -        | -        | -        | -        | -        | 1        | 4        |
| 39    | 宮澤ひなた                           | 日本           | 5      | 5           | -        | -        | -        | -        | -        | -        | -        | -        | 5        |

出典: worldfootball.net

## 国別得点者一覧

### アイルランド
1得点
- ケイティ・マッケイブ（英語版）
  - 2023年／カナダ戦 4分

### アメリカ合衆国
14得点
- アビー・ワンバック
  - 2003年／ナイジェリア戦 65分
  - 2003年／北朝鮮戦 17分（PK）
  - 2003年／ノルウェー戦 24分
  - 2007年／北朝鮮戦 50分
  - 2007年／スウェーデン戦 34分（PK）
  - 2007年／スウェーデン戦 58分
  - 2007年／イングランド戦 48分
  - 2007年／ノルウェー戦 30分
  - 2007年／ノルウェー戦 46分
  - 2011年／スウェーデン戦 67分
  - 2011年／ブラジル戦 120+2分
  - 2011年／フランス戦 79分
  - 2011年／日本戦 104分
  - 2015年／ナイジェリア戦 53分

12得点
- ミシェル・エイカーズ
  - 1991年／ブラジル戦 39分
  - 1991年／日本戦 20分
  - 1991年／日本戦 37分
  - 1991年／チャイニーズ・タイペイ戦 8分
  - 1991年／チャイニーズ・タイペイ戦 29分
  - 1991年／チャイニーズ・タイペイ戦 33分
  - 1991年／チャイニーズ・タイペイ戦 44分（PK）
  - 1991年／チャイニーズ・タイペイ戦 48分
  - 1991年／ノルウェー戦 20分
  - 1991年／ノルウェー戦 78分
  - 1999年／ナイジェリア戦 39分
  - 1999年／ブラジル戦 80分（PK）

10得点
- カーリー・ロイド
  - 2011年／コロンビア戦 57分
  - 2015年／コロンビア戦 66分
  - 2015年／中国戦 51分
  - 2015年／ドイツ戦 69分
  - 2015年／日本戦 3分
  - 2015年／日本戦 5分
  - 2015年／日本戦 16分
  - 2019年／タイ戦 90+2分
  - 2019年／チリ戦 11分
  - 2019年／チリ戦 35分

9得点
- アレックス・モーガン
  - 2011年／フランス戦 82分
  - 2011年／日本戦 69分
  - 2015年／コロンビア戦 53分
  - 2019年／タイ戦 12分
  - 2019年／タイ戦 53分
  - 2019年／タイ戦 74分
  - 2019年／タイ戦 81分
  - 2019年／タイ戦 87分
  - 2019年／イングランド戦 31分
- ミーガン・ラピノー
  - 2011年／コロンビア戦 50分
  - 2015年／オーストラリア戦 12分
  - 2015年／オーストラリア戦 78分
  - 2019年／タイ戦 79分
  - 2019年／スペイン戦 7分
  - 2019年／スペイン戦 75分
  - 2019年／フランス戦 5分
  - 2019年／フランス戦 65分
  - 2019年／オランダ戦 61分

8得点
- ミア・ハム
  - 1991年／スウェーデン戦 62分
  - 1991年／ブラジル戦 63分
  - 1995年／中国戦 51分
  - 1995年／中国戦 55分
  - 1999年／デンマーク戦 17分
  - 1999年／ナイジェリア戦 20分
  - 2003年／ナイジェリア戦 8分（PK）
  - 2003年／ナイジェリア戦 12分
- クリスティン・リリー
  - 1995年／デンマーク戦 9分
  - 1995年／日本戦 8分
  - 1995年／日本戦 42分
  - 1999年／デンマーク戦 89分
  - 1999年／ナイジェリア戦 32分
  - 2003年／スウェーデン戦 27分
  - 2003年／カナダ戦 22分
  - 2007年／イングランド戦 60分

7得点
- ティファニー・ミルブレット
  - 1995年／中国戦 34分
  - 1995年／デンマーク戦 49分
  - 1995年／日本戦 45分
  - 1999年／ナイジェリア戦 23分
  - 1999年／ナイジェリア戦 83分
  - 1999年／ドイツ戦 16分
  - 2003年／カナダ戦 80分

6得点
- カリン・ジェニングス
  - 1991年／スウェーデン戦 40分
  - 1991年／スウェーデン戦 49分
  - 1991年／ブラジル戦 38分
  - 1991年／ドイツ戦 10分
  - 1991年／ドイツ戦 22分
  - 1991年／ドイツ戦 33分

5得点
- ティーシャ・ヴェントゥリーニ
  - 1995年／中国戦 22分
  - 1995年／日本戦 80分
  - 1995年／中国戦 24分
  - 1999年／北朝鮮戦 68分
  - 1999年／北朝鮮戦 76分

4得点
- ジュリー・ファウディ
  - 1991年／チャイニーズ・タイペイ戦 38分
  - 1995年／オーストラリア戦 69分
  - 1999年／デンマーク戦 73分
  - 2003年／ナイジェリア戦 89分（PK）
- エイプリル・ヘインリックス
  - 1991年／ブラジル戦 23分
  - 1991年／ブラジル戦 35分
  - 1991年／ドイツ戦 54分
  - 1991年／ドイツ戦 75分
- シンディー・パーロウ
  - 1999年／ナイジェリア戦 42分
  - 1999年／ブラジル戦 5分
  - 2003年／スウェーデン戦 36分
  - 2003年／ナイジェリア戦 47分
- リンジー・ホラン（英語版）
  - 2019年／タイ戦 32分
  - 2019年／スウェーデン戦 3分
  - 2023年／ベトナム戦 77分
  - 2023年／オランダ戦 62分

3得点
- ジョイ・フォーセット
  - 1991年／チャイニーズ・タイペイ戦 79分
  - 1995年／オーストラリア戦 72分
  - 1999年／ドイツ戦 66分
- シャノン・ボックス
  - 2003年／スウェーデン戦 78分
  - 2003年／カナダ戦 51分
  - 2007年／イングランド戦 57分
- ヘザー・オライリー
  - 2007年／北朝鮮戦 69分
  - 2007年／ノルウェー戦 59分
  - 2011年／コロンビア戦 12分
- ローレン・ホリデー
  - 2011年／北朝鮮戦 54分
  - 2011年／フランス戦 9分
  - 2015年／日本戦 14分
- ローズ・ラベル（英語版）
  - 2019年／タイ戦 20分
  - 2019年／タイ戦 56分
  - 2019年／オランダ戦 69分

2得点
- オウンゴール
  - 1999年／ナイジェリア戦 2分
  - 2011年／ブラジル戦 2分
- キャット・ホワイトヒル
  - 2003年／北朝鮮戦 48分
  - 2003年／北朝鮮戦 66分
- ロリ・チャラプニー
  - 2007年／ナイジェリア戦 1分
  - 2007年／ノルウェー戦 58分
- クリステン・プレス
  - 2015年／オーストラリア戦 61分
  - 2019年／イングランド戦 10分
- サム・ミュウィス（英語版）
  - 2019年／タイ戦 50分
  - 2019年／タイ戦 54分
- ソフィア・スミス（英語版）
  - 2023年／ベトナム戦 14分
  - 2023年／ベトナム戦 45+7分

1得点
- ウェンディ・ゲバウアー
  - 1991年／日本戦 39分
- カーラ・オーヴァーベック
  - 1995年／オーストラリア戦 90+2分（PK）
- デビー・ケラー
  - 1995年／オーストラリア戦 90+4分
- ブランディ・チャスティン
  - 1999年／ドイツ戦 49分
- シャノン・マクミラン
  - 1999年／北朝鮮戦 56分
- レイチェル・ビューラー
  - 2011年／北朝鮮戦 76分
- ケリー・オハラ（英語版）
  - 2015年／ドイツ戦 84分
- トビン・ヒース
  - 2015年／日本戦 54分
- マロリー・スワンソン（英語版）
  - 2019年／タイ戦 85分
- ジュリー・アーツ（英語版）
  - 2019年／チリ戦 26分

### アルゼンチン
1得点
- ヤニナ・ガイタン
  - 2003年／ドイツ戦 71分
- エバ・ゴンザレス
  - 2007年／イングランド戦 60分
- ミラグロス・メネンデス
  - 2019年／スコットランド戦 74分
- フロレンシア・ボンセグンド
  - 2019年／スコットランド戦 90+4分
- ソフィア・ブラウン
  - 2023年／南アフリカ共和国戦 74分
- ロミーナ・ヌニェス
  - 2023年／南アフリカ共和国戦 79分

### イタリア
4得点
- カロリーナ・モラーチェ
  - 1991年／チャイニーズ・タイペイ戦 37分
  - 1991年／チャイニーズ・タイペイ戦 52分
  - 1991年／チャイニーズ・タイペイ戦 66分
  - 1991年／ナイジェリア戦 68分
- クリスティアーナ・ジレッリ
  - 2019年／ジャマイカ戦 12分
  - 2019年／ジャマイカ戦 15分
  - 2019年／ジャマイカ戦 46分
  - 2023年／アルゼンチン戦 87分

3得点
- アウローラ・ガッリ
  - 2019年／ジャマイカ戦 71分
  - 2019年／ジャマイカ戦 81分
  - 2019年／中国戦 49分

2得点
- パトリツィア・パニーコ
  - 1999年／ドイツ戦 36分
  - 1999年／メキシコ戦 37分
- バルバラ・ボナンセーア
  - 2019年／オーストラリア戦 56分
  - 2019年／オーストラリア戦 90+5分
- アリアンナ・カルーゾ（英語版）
  - 2023年／南アフリカ共和国戦 11分（PK）
  - 2023年／南アフリカ共和国戦 74分

1得点
- リタ・グアリーノ
  - 1991年／ノルウェー戦 80分
- Raffaella Saimaso
  - 1991年／ノルウェー戦 31分
- Feriana Ferraguzzi
  - 1991年／チャイニーズ・タイペイ戦 15分
- Adele Marsiletti
  - 1991年／チャイニーズ・タイペイ戦 29分
- パオロ・ザニ
  - 1999年／メキシコ戦 51分
- ヴァレンティーナ・ジャチンティ（英語版）
  - 2019年／中国戦 15分

### イングランド
7得点
- エレン・ホワイト
  - 2011年／日本戦 15分
  - 2019年／スコットランド戦 40分
  - 2019年／日本戦 14分
  - 2019年／日本戦 84分
  - 2019年／カメルーン戦 45+4分
  - 2019年／ノルウェー戦 40分
  - 2019年／アメリカ戦 19分

5得点
- ファラ・ウィリアムズ
  - 2007年／アルゼンチン戦 50分（PK）
  - 2011年／メキシコ戦 21分
  - 2015年／コロンビア戦 38分（PK）
  - 2015年／日本戦 40分
  - 2015年／ドイツ戦 108分（PK）

4得点
- ケリー・スミス
  - 2007年／日本戦 81分
  - 2007年／日本戦 83分
  - 2007年／アルゼンチン戦 64分
  - 2007年／アルゼンチン戦 77分
- ジル・スコット
  - 2007年／アルゼンチン戦 10分
  - 2011年／ニュージーランド戦 63分
  - 2011年／フランス戦 59分
  - 2019年／ノルウェー戦 3分

3得点
- ルーシー・ブロンズ
  - 2015年／ノルウェー戦 76分
  - 2015年／カナダ戦 14分
  - 2019年／ノルウェー戦 57分
- ローレン・ジェームス（英語版）
  - 2023年／デンマーク戦 6分
  - 2023年／中国戦 41分
  - 2023年／中国戦 65分

2得点
- ジリアン・クルサード
  - 1995年／カナダ戦 51分（PK）
  - 1995年／カナダ戦 85分
- カレン・ファーリー
  - 1995年／ナイジェリア戦 10分
  - 1995年／ナイジェリア戦 38分
- カレン・カーニー
  - 2015年／メキシコ戦 82分
  - 2015年／コロンビア戦 15分
- ジョディ・テイラー
  - 2015年／カナダ戦 11分
  - 2019年／アルゼンチン戦 61分
- ステフ・ホートン
  - 2015年／ノルウェー戦 61分
  - 2019年／カメルーン戦 15分
- フラン・カービー
  - 2019年／メキシコ戦 71分
  - 2019年／スウェーデン戦 31分
- ローレン・ヘンプ（英語版）
  - 2023年／中国戦 26分
  - 2023年／コロンビア戦 45+6分
- アレッシア・ルッソ（英語版）
  - 2023年／中国戦 4分
  - 2023年／コロンビア戦 63分

1得点
- カレン・ウォーカー
  - 1995年／ナイジェリア戦 27分
- マリアンヌ・スペイシー
  - 1995年／カナダ戦 76分（PK）
- ヴィッキー・エクスレイ
  - 2007年／アルゼンチン戦 90分（PK）
- ジェシカ・クラーク
  - 2011年／ニュージーランド戦 81分
- レイチェル・ヤンキー
  - 2011年／日本戦 66分
- アレックス・グリーンウッド（英語版）
  - 2019年／カメルーン戦 58分
- ニキータ・パリス
  - 2019年／スコットランド戦 14分（PK）
- レイチェル・デイリー（英語版）
  - 2023年／中国戦 84分
- クロエ・ケリー
  - 2023年／中国戦 77分
- ジョージア・スタンウェイ（英語版）
  - 2023年／ハイチ戦 25分（PK）

- オウンゴール
  - 2007年／アルゼンチン戦 9分

### エクアドル
- アンヒエ・ポンセ
  - 2015年／スイス戦 64分（PK）

### オーストラリア
7得点
- リサ・デ・ヴァンナ
  - 2007年／ガーナ戦 57分
  - 2007年／ガーナ戦 81分
  - 2007年／ノルウェー戦 83分
  - 2007年／ブラジル戦 36分
  - 2011年／赤道ギニア戦 51分
  - 2015年／アメリカ合衆国戦 27分
  - 2015年／スウェーデン戦 5分

5得点
- キア・サイモン
  - 2011年／ノルウェー戦 57分
  - 2011年／ノルウェー戦 87分
  - 2015年／ナイジェリア戦 29分
  - 2015年／ナイジェリア戦 68分
  - 2015年／ブラジル戦 5分
- サム・カー
  - 2019年／イタリア戦 2分
  - 2019年／ジャマイカ戦 11分
  - 2019年／ジャマイカ戦 42分
  - 2019年／ジャマイカ戦 69分
  - 2019年／ジャマイカ戦 83分

3得点
- ヘザー・ギャリオック
  - 2003年／中国戦 28分
  - 2003年／ガーナ戦 61分
  - 2007年／ガーナ戦 69分
- ヘイリー・ラソ（英語版）
  - 2023年／カナダ戦 9分
  - 2023年／カナダ戦 39分
  - 2023年／デンマーク戦 71分

2得点
- ジュリー・マレー
  - 1999年／ガーナ戦 74分
  - 1999年／スウェーデン戦 32分
- シェリル・ソールズベリー
  - 1999年／中国戦 66分
  - 2007年／カナダ戦 90+2分
- ケイトリン・フォード
  - 2019年／ブラジル戦 45+1分
  - 2023年／デンマーク戦 29分
- ステフ・キャトリー（英語版）
  - 2023年／アイルランド戦 52分（PK）
  - 2023年／カナダ戦 90+4分（PK）
- エミリー・ヴァン・エグモンド（英語版）
  - 2011年／赤道ギニア戦 48分
  - 2023年／ナイジェリア戦 45+1分

1得点
- リサ・カーサグランデ
  - 1995年／アメリカ戦 54分
- スンニ・ヒューズ
  - 1995年／中国戦 89分
- アンジェラ・イアノッタ
  - 1995年／中国戦 25分
- ケリー・ゴレビオウスキー
  - 2003年／ロシア戦 38分
- サラ・ウォルシュ
  - 2007年／ガーナ戦 15分
- ローレン・コルソープ
  - 2007年／ブラジル戦 68分
- コレット・マッカラム
  - 2007年／カナダ戦 53分
- リーナ・カミス
  - 2011年／赤道ギニア戦 8分
- エリーズ・ペリー
  - 2011年／スウェーデン戦 40分
- クロエ・ロガルツォ
  - 2019年／ブラジル戦 58分
- エリーズ・ケロンド＝ナイト
  - 2019年／ノルウェー戦 83分
- アラナ・ケネディ（英語版）
  - 2023年／ナイジェリア戦 90+10分
- メアリー・ファウラー（英語版）
  - 2023年／カナダ戦 58分

### オランダ
5得点
- ジル・ルード（英語版）
  - 2019年／ニュージーランド戦 90+2分
  - 2023年／アメリカ合衆国戦 17分
  - 2023年／ベトナム戦 23分
  - 2023年／ベトナム戦 57分
  - 2023年／南アフリカ共和国戦 9分

4得点
- リーケ・マルテンス
  - 2015年／ニュージーランド戦 33分
  - 2019年／ベトナム戦 8分
  - 2019年／日本戦 16分
  - 2019年／日本戦 90分（PK）

3得点
- フィフィアネ・ミデマー
  - 2019年／カメルーン戦 41分
  - 2019年／カメルーン戦 85分
  - 2019年／イタリア戦 70分
- ステファニー・ファン・デル・フラフト（英語版）
  - 2019年／イタリア戦 80分
  - 2023年／ポルトガル戦 13分
  - 2023年／スペイン戦 90+1分

2得点
- キルステン・ファン・デ・フェン
  - 2015年／カナダ戦 87分
  - 2015年／日本戦 90+2分
- エスミー・ブルグツ（英語版）
  - 2023年／ベトナム戦 18分
  - 2023年／ベトナム戦 57分
- リネト・ベーレンスタイン（英語版）
  - 2019年／カナダ戦 75分
  - 2023年／南アフリカ共和国戦 68分

1得点
- ドミニク・ブラッドワース
  - 2019年／カメルーン戦 48分
- アノウク・デッカー
  - 2019年／カナダ戦 54分
- ジャキー・フルーネン
  - 2019年／スウェーデン戦 99分
- カチャ・スナイス（英語版）
  - 2023年／ベトナム戦 11分
- ダニエレ・ファン・デ・ドンク（英語版）
  - 2023年／ベトナム戦 45分

### ガーナ
2得点
- アルバータ・サッキー
  - 2003年／オーストラリア戦 34分
  - 2003年／オーストラリア戦 39分

1得点
- Nana Gyamfua
  - 1999年／オーストラリア戦 76分
- Anita Amankwa
  - 2007年／オーストラリア戦 70分
- フロレンス・オコエ
  - 2007年／ノルウェー戦 80分（PK）
- アジョア・バヨール
  - 2007年／ノルウェー戦 73分

### カナダ
10得点
- クリスティン・シンクレア
  - 2003年／ドイツ戦 4分
  - 2003年／日本戦 49分
  - 2003年／アメリカ戦 38分
  - 2007年／ガーナ戦 16分
  - 2007年／ガーナ戦 62分
  - 2007年／オーストラリア戦 85分
  - 2011年／ドイツ戦 82分
  - 2015年／中国戦 90+2分（PK）
  - 2015年／イングランド戦 42分
  - 2019年／オランダ戦 60分

4得点
- シャーメイン・フーパー
  - 1999年／ノルウェー戦 31分
  - 1999年／ロシア戦 76分
  - 2003年／アルゼンチン戦 19分
  - 2003年／中国戦 7分

3得点
- シルヴァーナ・ベルティーニ
  - 1995年／ナイジェリア戦 12分
  - 1995年／ナイジェリア戦 55分
  - 1999年／日本戦 32分
- クリスティン・レイサム
  - 2003年／アルゼンチン戦 79分
  - 2003年／アルゼンチン戦 82分
  - 2003年／日本戦 36分

2得点
- ジェリー・ドネリー
  - 1995年／イングランド戦 90+1分
  - 1995年／ナイジェリア戦 20分
- カーラ・ラング
  - 2003年／日本戦 72分
  - 2003年／スウェーデン戦 64分

1得点
- Helen Stoumbos
  - 1995年／イングランド戦 87分
- ソフィー・シュミット
  - 2007年／ガーナ戦 55分
- メリッサ・タンクレディ
  - 2007年／オーストラリア戦 1分
- キャンディス・チャップマン
  - 2007年／ノルウェー戦 33分
- マルティナ・フランコ
  - 2007年／ガーナ戦 77分
- アシュリー・ローレンス（英語版）
  - 2015年／オランダ戦 10分
- ジョゼ・ベランジェ
  - 2015年／スイス戦 52分
- カデイシャ・ブキャナン（英語版）
  - 2019年／カメルーン戦 45分
- ジェシー・フレミング（英語版）
  - 2019年／ニュージーランド戦 48分
- ニシェル・プリンス（英語版）
  - 2019年／ニュージーランド戦 79分
- アドリアナ・レオン（英語版）
  - 2023年／アイルランド戦 53分

### カメルーン
3得点
- ガエル・エンガナムイ
  - 2015年／エクアドル戦 36分
  - 2015年／エクアドル戦 73分
  - 2015年／エクアドル戦 90+4分
- ガブリエル・オンゲーネ
  - 2015年／エクアドル戦 79分
  - 2015年／スイス戦 62分
  - 2019年／オランダ戦 43分
- アジャラ・ヌシュット
  - 2015年／日本戦 90分
  - 2019年／ニュージーランド戦 57分
  - 2019年／ニュージーランド戦 90+5分（PK）

2得点
- マドレーヌ・ンゴノ・マニ
  - 2015年／エクアドル戦 34分
  - 2015年／スイス戦 47分

1得点
- クリスティン・マニ
  - 2015年／エクアドル戦 44分

### 韓国
2得点
- 趙昭賢
  - 2015年／スペイン戦 53分
  - 2023年／ドイツ戦 6分

1得点
- 金眞熙
  - 2003年／ノルウェー戦 75分
- 池笑然
  - 2015年／コスタリカ戦 21分 (PK)
- 全ガウル
  - 2015年／コスタリカ戦 25分
- 金守娟
  - 2015年／スペイン戦 78分
- 余珉知
  - 2019／ノルウェー戦 78分

### 北朝鮮
3得点
- 陳星姫
  - 1999年／デンマーク戦 15分
  - 2003年／ナイジェリア戦 13分
  - 2003年／ナイジェリア戦 88分

2得点
- Jo Song-Ok
  - 1999年／ナイジェリア戦 74分
  - 1999年／デンマーク戦 39分

1得点
- Kim Kum-Sil
  - 1999年／デンマーク戦 73分
- Ri Un-Gyong
  - 2003年／ナイジェリア戦 73分
- 吉善姫
  - 2007年／アメリカ戦 58分
- 金英愛
  - 2007年／アメリカ戦 62分
- 全明花
  - 2007年／ナイジェリア戦 17分
- 李今淑
  - 2007年／ナイジェリア戦 21分
- Ri Un-Suk
  - 2007年／スウェーデン戦 22分

### コスタリカ
2得点
- メリッサ・エレーラ（スペイン語版）
  - 2015年／韓国戦 11分
  - 2023年／ザンビア戦 47分

1得点
- ラケル・ロドリゲス（英語版）
  - 2015年／スペイン戦 11分
- カーラ・ビジャロボス
  - 2015年／韓国戦 89分

### コロンビア
3得点
- カタリナ・ウスメ（英語版）
  - 2015年／フランス戦 90+3分
  - 2023年／韓国戦 30分（PK）
  - 2023年／ジャマイカ戦 51分

2得点
- レディ・アンドラーデ
  - 2015年／フランス戦 19分
  - 2015年／イングランド戦 90+4分
- リンダ・カイセド（英語版）
  - 2023年／韓国戦 39分
  - 2023年／ドイツ戦 52分

1得点
- ダニエラ・モントーヤ
  - 2015年／メキシコ戦 82分
- マヌエラ・バネガス（英語版）
  - 2023年／ドイツ戦 90+7分
- レイシー・サントス（英語版）
  - 2023年／イングランド戦 44分

### コートジボワール
2得点
- アンジュ・ンゲサン
  - 2015年／タイ戦 4分
  - 2015年／ノルウェー戦 71分

1得点
- ジョゼ・ナヒ
  - 2015年／タイ戦 88分

### ザンビア
1得点
- ルショモ・ムウェンバ（英語版）
  - 2023年／コスタリカ戦 3分
- バーブラ・バンダ（英語版）
  - 2023年／コスタリカ戦 31分（PK）
- ラシェル・クンダナンジ（英語版）
  - 2023年／コスタリカ戦 90+3分

### ジャマイカ
1得点
- ハバナ・ソラン（英語版）
  - 2019年／オーストラリア戦 49分
- アリソン・スワビー（英語版）
  - 2023年／パナマ戦 56分

### スイス
4得点
- ラモーナ・バッハマン（英語版）
  - 2015年／エクアドル戦 60分
  - 2015年／エクアドル戦 61分 (PK)
  - 2015年／エクアドル戦 81分
  - 2023年／フィリピン戦 45分 (PK)

3得点
- ファビエンヌ・フム
  - 2015年／エクアドル戦 47分
  - 2015年／エクアドル戦 49分
  - 2015年／エクアドル戦 52分

2得点
- オウンゴール
  - 2015年／エクアドル戦 24分
  - 2015年／エクアドル戦 71分

1得点
- エセオサ・アイグボグン
  - 2015年／エクアドル戦 45+2分
- マルティナ・モーザー
  - 2015年／エクアドル戦 76分
- アナ・マリア・ツルノゴルチェヴィッチ
  - 2015年／カメルーン戦 24分
- セライナ・ピウベル（英語版）
  - 2023年／フィリピン戦 64分

### スウェーデン
6得点
- Lena Videkull
  - 1991年／アメリカ戦 65分
  - 1991年／日本戦 1分
  - 1991年／日本戦 11分
  - 1991年／ノルウェー戦 6分
  - 1991年／ドイツ戦 29分
  - 1995年／日本戦 66分
- ヴィクトリア・サンデル・スヴェンソン
  - 1999年／ガーナ戦 58分
  - 1999年／ガーナ戦 86分
  - 2003年／アメリカ戦 58分
  - 2003年／北朝鮮戦 7分
  - 2003年／ブラジル戦 23分
  - 2007年／ナイジェリア戦 50分

5得点
- ピア・スンドハーゲ
  - 1991年／日本戦 35分
  - 1991年／ブラジル戦 42分（PK）
  - 1991年／中国戦 3分
  - 1991年／ドイツ戦 11分
  - 1995年／ドイツ戦 80分
- ハンナ・ユングベリ
  - 1999年／オーストラリア戦 21分
  - 1999年／オーストラリア戦 69分
  - 2003年／ナイジェリア戦 56分
  - 2003年／ナイジェリア戦 79分
  - 2003年／ドイツ戦 41分

4得点
- Anneli Andelen
  - 1991年／日本戦 15分
  - 1991年／日本戦 60分
  - 1991年／ドイツ戦 7分
  - 1995年／日本戦 88分
- ロッタ・シェリン
  - 2007年／北朝鮮戦 4分
  - 2007年／北朝鮮戦 54分
  - 2011年／オーストラリア戦 52分
  - 2011年／フランス戦 29分

3得点
Malin Andersson
- - 1995年／ドイツ戦 65分（PK）
  - 1995年／ドイツ戦 86分
  - 2003年／ブラジル戦 53分
- Malin Mostrom
  - 1999年／ノルウェー戦 90分
  - 2003年／ナイジェリア戦 81分
  - 2003年／カナダ戦 79分
- リサ・ダールクヴィスト
  - 2011年／北朝鮮戦 64分
  - 2011年／アメリカ戦 50分（PK）
  - 2011年／オーストラリア戦 16分

2得点
- Helen Nilsson
  - 1991年／日本戦 27分
  - 1991年／ドイツ戦 43分
- ヨセフィーネ・オクビスト
  - 2003年／カナダ戦 86分
  - 2011年／日本戦 10分

1得点
- Susanne Hedberg
  - 1991年／ブラジル戦 56分
- Ingrid Johansson
  - 1991年／アメリカ戦 71分
- Malin Lundgren
  - 1991年／日本戦 25分
- オウンゴール
  - 1991年／日本戦 70分
- Ulrika Kalte
  - 1995年／中国戦 90+3分
- Jane Tornqvist
  - 1999年／オーストラリア戦 8分
- Kristin Bengtsson
  - 1999年／中国戦 2分
- テレーゼ・シェグラン
  - 2011年／オーストラリア戦 10分
- マリー・ハンマシュトレム
  - 2011年／フランス戦 82分
- ニッラ・フィッシェル
  - 2011年／アメリカ戦 35分
- イェシカ・ランドストレム
  - 2011年／コロンビア戦 57分

### スコットランド
1得点
- クレア・エムズリー（英語版）
  - 2019年／イングランド戦 79分
- ラナ・クレランド（英語版）
  - 2019年／日本戦 88分
- キム・リトル
  - 2019年／アルゼンチン戦 19分
- ジェニファー・ビーティー（英語版）
  - 2019年／アルゼンチン戦 49分
- エリン・カスバート（英語版）
  - 2019年／アルゼンチン戦 69分

### スペイン
6得点
- ジェニファー・エルモソ
  - 2019年／南アフリカ共和国戦 69分（PK）
  - 2019年／南アフリカ共和国戦 82分（PK）
  - 2019年／アメリカ合衆国戦 9分
  - 2023年／ザンビア戦 13分
  - 2023年／ザンビア戦 70分
  - 2023年／スイス戦 70分

3得点
- アイタナ・ボンマティ
  - 2023年／コスタリカ戦 23分
  - 2023年／スイス戦 5分
  - 2023年／スイス戦 36分
- アルバ・レドンド（英語版）
  - 2023年／ザンビア戦 69分
  - 2023年／ザンビア戦 85分
  - 2023年／スイス戦 17分

1得点
- ビクトリア・ロサダ
  - 2015年／コスタリカ戦 13分
- ベロニカ・ボケーテ
  - 2015年／韓国戦 29分
- ルシア・ガルシア
  - 2019年／南アフリカ共和国戦 89分
- エステル・ゴンサレス（スペイン語版）
  - 2023年／コスタリカ戦 27分
- テレサ・アベレイラ（スペイン語版）
  - 2023年／ザンビア戦 9分
- ライア・コディナ（英語版）
  - 2023年／スイス戦 45分
- マリオナ・カルデンティ
  - 2023年／オランダ戦 81分（PK）
- サルマ・パラジュエロ
  - 2023年／オランダ戦 111分

### 赤道ギニア
2得点
- ジェノヴェヴァ・アニョンマ
  - 2011年／オーストラリア戦 21分
  - 2011年／オーストラリア戦 83分

### タイ
2得点
- オラタイ・スリマニー
  - 2015年／コートジボアール戦 26分
  - 2015年／コートジボアール戦 45+3分

1得点
- タナッタ・チャワン
  - 2015年／コートジボアール戦 75分

### チャイニーズタイペイ
1得点
- 周台英
  - 1991年／ナイジェリア戦 55分
- 林美君
  - 1991年／ナイジェリア戦 38分

### 中華人民共和国
11得点
- 孫雯
  - 1991年／デンマーク戦 37分
  - 1995年／アメリカ戦 79分
  - 1995年／デンマーク戦 76分
  - 1999年／ガーナ戦 9分
  - 1999年／ガーナ戦 21分
  - 1999年／ガーナ戦 54分
  - 1999年／オーストラリア戦 39分
  - 1999年／オーストラリア戦 51分
  - 1999年／ノルウェー戦 3分
  - 1999年／ノルウェー戦 72分
  - 2003年／ガーナ戦 29分

8得点
- 劉愛玲
  - 1991年／ノルウェー戦 45分
  - 1991年／ノルウェー戦 50分
  - 1991年／ニュージーランド戦 22分
  - 1991年／ニュージーランド戦 60分
  - 1995年／オーストラリア戦 90+3分
  - 1999年／スウェーデン戦 69分
  - 1999年／ノルウェー戦 14分
  - 1999年／ノルウェー戦 51分

3得点
- 韋海英
  - 1991年／デンマーク戦 76分
  - 1995年／アメリカ戦 74分
  - 1995年／デンマーク戦 90分
- 施桂紅
  - 1995年／オーストラリア戦 54分
  - 1995年／オーストラリア戦 78分
  - 1995年／デンマーク戦 21分
- 金嫣
  - 1999年／スウェーデン戦 17分
  - 1999年／ガーナ戦 16分
  - 1999年／ロシア戦 56分

2得点
- 孫慶梅
  - 1991年／ノルウェー戦 75分
  - 1995年／スウェーデン戦 29分
- 周陽
  - 1991年／ニュージーランド戦 20分
  - 1995年／オーストラリア戦 23分
- 張歐影
  - 1999年／ガーナ戦 82分
  - 1999年／ガーナ戦 90+1分
- 白潔
  - 2003年／オーストラリア戦 46分
  - 2003年／ロシア戦 16分
- 李潔
  - 2007年／デンマーク戦 31分
  - 2007年／ニュージーランド戦 57分

1得点
- 馬莉
  - 1991年／ノルウェー戦 22分
- 呉偉英
  - 1991年／ニュージーランド戦 24分
- 王麗平
  - 1995年／アメリカ戦 38分
- 王麗平
  - 1999年／ノルウェー戦 65分
- 劉英
  - 1999年／オーストラリア戦 73分
- 浦瑋
  - 1999年／ロシア戦 37分
- 趙利紅
  - 1999年／ガーナ戦 90+2分
- 畢妍
  - 2007年／デンマーク戦 50分
- 宋暁麗
  - 2007年／デンマーク戦 86分
- 謝彩霞
  - 2007年／ニュージーランド戦 79分

### デンマーク
3得点
- Helle Jensen
  - 1991年／ニュージーランド戦 15分
  - 1991年／ニュージーランド戦 40分
  - 1995年／オーストラリア戦 37分
- Gitte Krøgh
  - 1995年／オーストラリア戦 12分
  - 1995年／オーストラリア戦 48分
  - 1995年／ノルウェー戦 86分

2得点
- Susan MacKensie
  - 1991年／ニュージーランド戦 42分
  - 1991年／ドイツ戦 25分（PK）
- Anne Dot Eggers Nielsen
  - 1995年／オーストラリア戦 25分
  - 2007年／中国戦 51分
- Cathrine Paaske-Sørensen
  - 2007年／中国戦 87分
  - 2007年／オーストラリア戦 66分

1得点
- Lisbet Kolding
  - 1991年／中国戦 24分
- Hanne Nissen
  - 1991年／中国戦 55分
- Annette Thychosen
  - 1991年／ノルウェー戦 54分（PK）
- Christine Bonde
  - 1995年／中国戦 44分
- Christina Hansen
  - 1995年／オーストラリア戦 86分
- Janni Johansen
  - 1999年／北朝鮮戦 74分
- Katrine Pedersen
  - 2007年／オーストラリア戦 61分
- アマリー・ヴァンスガード（英語版）
  - 2023年／中国戦 90分
- ペルニレ・ハルダー
  - 2023年／ハイチ戦 21分（PK）
- サンネ・トロエルスゴー・ニールセン（英語版）
  - 2023年／ハイチ戦 90+10分

### ドイツ
14得点
- ビルギット・プリンツ
  - 1995年／ブラジル戦 5分
  - 1999年／ブラジル戦 8分
  - 2003年／カナダ戦 75分
  - 2003年／日本戦 36分
  - 2003年／日本戦 66分
  - 2003年／アルゼンチン戦 32分
  - 2003年／ロシア戦 80分
  - 2003年／ロシア戦 89分
  - 2003年／アメリカ戦 90+3分
  - 2007年／アルゼンチン戦 29分
  - 2007年／アルゼンチン戦 45+1分
  - 2007年／アルゼンチン戦 59分
  - 2007年／日本戦 21分
  - 2007年／ブラジル戦 52分

11得点
- ベッティナ・ヴィーグマン
  - 1991年／チャイニーズ・タイペイ戦 10分（PK）
  - 1991年／デンマーク戦 17分（PK）
  - 1991年／アメリカ戦 63分
  - 1995年／スウェーデン戦 9分（PK）
  - 1995年／ブラジル戦 42分（PK）
  - 1995年／中国戦 88分
  - 1999年／イタリア戦 61分（PK）
  - 1999年／ブラジル戦 46分（PK）
  - 1999年／アメリカ戦 45分
  - 2003年／カナダ戦 37分（PK）
  - 2003年／アルゼンチン戦 24分

10得点
- ハイディ・モール
  - 1991年／ナイジェリア戦 32分
  - 1991年／ナイジェリア戦 34分
  - 1991年／チャイニーズ・タイペイ戦 21分
  - 1991年／チャイニーズ・タイペイ戦 50分
  - 1991年／イタリア戦 67分
  - 1991年／デンマーク戦 98分
  - 1991年／アメリカ戦 34分
  - 1995年／ブラジル戦 78分
  - 1995年／ブラジル戦 89分
  - 1995年／イングランド戦 82分

8得点
- ケルシュティン・ガーレフレケス
  - 2003年／カナダ戦 90+2分
  - 2003年／ロシア戦 62分
  - 2003年／ロシア戦 85分
  - 2003年／アメリカ戦 15分
  - 2007年／アルゼンチン戦 17分
  - 2007年／北朝鮮戦 44分
  - 2011年／カナダ戦 10分
  - 2011年／フランス戦 25分
- セリア・シャシッチ
  - 2011年／カナダ戦 42分
  - 2011年／フランス戦 88分
  - 2015年／コートジボワール戦 3分
  - 2015年／コートジボワール戦 14分
  - 2015年／コートジボワール戦 31分
  - 2015年／スウェーデン戦 36分（PK）
  - 2015年／スウェーデン戦 78分
  - 2015年／フランス戦 84分（PK）

7得点
- アレクサンドラ・ポップ
  - 2015年／コスタリカ戦 85分
  - 2019年／南アフリカ共和国戦 40分
  - 2019年／ナイジェリア戦 20分
  - 2023年／モロッコ戦 11分
  - 2023年／モロッコ戦 39分
  - 2023年／コロンビア戦 89分（PK）
  - 2023年／韓国戦 42分

6得点
- マレン・マイナート
  - 1995年／ブラジル戦 22分
  - 1995年／イングランド戦 55分
  - 2003年／アルゼンチン戦 3分
  - 2003年／アルゼンチン戦 43分
  - 2003年／アメリカ戦 90+1分
  - 2003年／スウェーデン戦 46分

5得点
- レナーテ・リンゴル
  - 1999年／メキシコ戦 89分
  - 2007年／アルゼンチン戦 51分
  - 2007年／アルゼンチン戦 90+1分
  - 2007年／日本戦 87分（PK）
  - 2007年／北朝鮮戦 67分
- インカ・グリンクス
  - 1999年／メキシコ戦 10分
  - 1999年／メキシコ戦 57分
  - 1999年／メキシコ戦 90+2分
  - 2011年／フランス戦 32分
  - 2011年／フランス戦 68分（PK）
- アーニャ・ミッターク
  - 2015年／コスタリカ戦 29分
  - 2015年／コスタリカ戦 35分
  - 2015年／コスタリカ戦 64分
  - 2015年／ノルウェー戦 6分
  - 2015年／スウェーデン戦 24分
- サラ・デブリッツ
  - 2015年／コスタリカ戦 75分
  - 2015年／タイ戦 73分
  - 2019年／スペイン戦 42分
  - 2019年／南アフリカ共和国戦 29分
  - 2019年／ナイジェリア戦 27分（PK）

4得点
- ザンドラ・スミゼク
  - 1999年／メキシコ戦 46分
  - 2007年／アルゼンチン戦 57分
  - 2007年／アルゼンチン戦 70分
  - 2007年／アルゼンチン戦 79分

3得点
- マルティナ・ミュラー
  - 2003年／アルゼンチン戦 90+2分
  - 2003年／ロシア戦 25分
  - 2007年／ノルウェー戦 75分
- ジモーネ・ラウデール
  - 2007年／ブラジル戦 86分
  - 2011年／ナイジェリア戦 54分
  - 2015年／コスタリカ戦 71分
- メラニー・ベーリンガー
  - 2007年／アルゼンチン戦 12分
  - 2007年／アルゼンチン戦 24分
  - 2015年／コスタリカ戦 79分

2得点
- ジルフィア・ナイト
  - 1991年／ナイジェリア戦 16分
  - 1995年／日本戦 23分
- オウンゴール
  - 1999年／アメリカ戦 5分
  - 2007年／ノルウェー戦 42分
- ザンドラ・ミネルト
  - 2003年／日本戦 23分
  - 2003年／ロシア戦 57分
- レナ・ペーターマン
  - 2015年／タイ戦 56分
  - 2015年／タイ戦 58分
- メラニー・ロイポルツ
  - 2015年／タイ戦 24分
  - 2019年／南アフリカ共和国戦 14分
- リナ・マグル
  - 2019年／南アフリカ共和国戦 58分
  - 2019年／スウェーデン戦 16分
- リー・シューラー（英語版）
  - 2019年／ナイジェリア戦 82分
  - 2023年／モロッコ戦 90分

1得点
- ブリッタ・ウンスレーバー
  - 1991年／イタリア戦 79分
- Gudrun Gottschlich
  - 1991年／ナイジェリア戦 57分
- Martina Voss-Tecklenburg
  - 1995年／イングランド戦 41分
- アヌーシュカ・ベルンハルト
  - 1995年／ブラジル戦 90分
- ウルスラ・ローン
  - 1995年／スウェーデン戦 42分
- シュテフィー・ヨネス
  - 1999年／ブラジル戦 58分
- アリアーネ・ヒングスト
  - 1999年／メキシコ戦 49分
- ピア・ヴンデルリッヒ
  - 2003年／ロシア戦 60分
- ニア・キュンツァー
  - 2003年／スウェーデン戦 98分
- Stefanie Gottschlich
  - 2003年／カナダ戦 47分
- コニー・ポーラーズ
  - 2003年／アルゼンチン戦 89分
- アニケ・クラーン
  - 2007年／北朝鮮戦 72分
- ケルシュティン・シュテーゲマン
  - 2007年／ノルウェー戦 72分
- ジェニファー・マロジャン
  - 2015年／スウェーデン戦 88分
- ギウリア・グヴィン
  - 2019年／中国戦 66分
- クララ・ビュール（英語版）
  - 2023年／モロッコ戦 46分

### ナイジェリア
3得点
- Rita Nwadike
  - 1995年／カナダ戦 26分
  - 1995年／イングランド戦 74分
  - 1999年／北朝鮮戦 79分
- Nkiry Okosieme
  - 1999年／アメリカ戦 2分
  - 1999年／デンマーク戦 81分
  - 1999年／ブラジル戦 72分
- アシサト・オショアラ（英語版）
  - 2015年／スウェーデン戦 53分
  - 2019年／韓国戦 75分
  - 2023年／オーストラリア戦 72分

2得点
- Adaku Okoroafor
  - 1995年／カナダ戦 77分
  - 1995年／イングランド戦 13分
- Mercy Akide
  - 1999年／北朝鮮戦 50分
  - 1999年／デンマーク戦 25分

1得点
- Patience Avre
  - 1995年／カナダ戦 60分
- Nkechi Egbe
  - 1999年／ブラジル戦 85分
- Prisca Emeafu
  - 1999年／ブラジル戦 63分
- Cynthia Uwak
  - 2007年／スウェーデン戦 82分
- Perpetua Nkwocha
  - 2011年／カナダ戦 84分
- ヌゴジ・オコビ
  - 2015年／スウェーデン戦 50分
- フランシスカ・オーデガ
  - 2015年／スウェーデン戦 87分
- ウチェナ・カヌ（英語版）
  - 2023年／オーストラリア戦 45+6分
- オシナチ・オヘール（英語版）
  - 2023年／オーストラリア戦 65分

### 日本
8得点
- 澤穂希
  - 2003年／アルゼンチン戦 13分
  - 2003年／アルゼンチン戦 38分
  - 2003年／カナダ戦 20分
  - 2011年／メキシコ戦 13分
  - 2011年／メキシコ戦 39分
  - 2011年／メキシコ戦 80分
  - 2011年／スウェーデン戦 60分
  - 2011年／アメリカ戦 117分

6得点
- 宮間あや
  - 2007年／イングランド戦 55分
  - 2007年／イングランド戦 90+5分
  - 2011年／ニュージーランド戦 68分
  - 2011年／アメリカ戦 81分
  - 2015年／スイス戦 29分 (PK)
  - 2015年／イングランド戦 33分 (PK)

5得点
- 宮澤ひなた
  - 2023年／ザンビア戦 43分
  - 2023年／ザンビア戦 62分
  - 2023年／スペイン戦 12分
  - 2023年／スペイン戦 40分
  - 2023年／ノルウェー戦 81分

4得点
- 永里優季(大儀見優季)
  - 2007年／アルゼンチン戦 90+1分
  - 2011年／ニュージーランド戦 6分
  - 2015年／エクアドル戦 5分
  - 2015年／アメリカ戦 27分

3得点
- 大谷未央
  - 2003年／アルゼンチン戦 72分
  - 2003年／アルゼンチン戦 75分
  - 2003年／アルゼンチン戦 80分
- オウンゴール
  - 2015年／イングランド戦 90+3分
  - 2015年／アメリカ戦 52分
  - 2023年／ノルウェー戦 15分

2得点
- 野田朱美
  - 1995年／ブラジル戦 13分
  - 1995年／ブラジル戦 45分
- 川澄奈穂美
  - 2011年／スウェーデン戦 19分
  - 2011年／スウェーデン戦 64分
- 菅澤優衣香
  - 2015年／カメルーン戦 17分
  - 2019年／スコットランド戦 37分
- 岩渕真奈
  - 2015年／オーストラリア戦 87分
  - 2019年／スコットランド戦 23分
- 田中美南
  - 2023年／ザンビア戦 55分
  - 2023年／スペイン戦 82分
- 植木理子
  - 2023年／ザンビア戦 90+11分
  - 2023年／スペイン戦 29分

1得点
- 大竹七未
  - 1999年／カナダ戦 64分
- 山本絵美
  - 2003年／アルゼンチン戦 64分
- 大野忍
  - 2011年／メキシコ戦 15分
- 丸山桂里奈
  - 2011年／ドイツ戦 108分
- 鮫島彩
  - 2015年／カメルーン戦 6分
- 有吉佐織
  - 2015年／オランダ戦 10分
- 阪口夢穂
  - 2015年／カメルーン戦 78分
- 長谷川唯
  - 2019年／オランダ戦 43分
- 遠藤純
  - 2023年／ザンビア戦 71分
- 猶本光
  - 2023年／コスタリカ戦 25分
- 藤野あおば
  - 2023年／コスタリカ戦 27分
- 清水梨紗
  - 2023年／ノルウェー戦 50分
- 林穂之香
  - 2023年／スウェーデン戦 87分

### ニュージーランド
3得点
- ハンナ・ウィルキンソン（英語版）
  - 2011年／メキシコ戦 90+4分
  - 2015年／中国戦 28分
  - 2023年／ノルウェー戦 48分

1得点
- キム・バーバラ・ナイ
  - 1991年／中国戦 65分
- サラ・グレゴリアス
  - 2011年／イングランド戦 18分
- レベッカ・スミス
  - 2011年／メキシコ戦 90分
- アンバー・ハーン
  - 2011年／日本戦 12分
- レベッカ・ストット（英語版）
  - 2015年／中国戦 64分

### ノルウェー
10得点
- アン・クリスティン・アーロネス
  - 1995年／ナイジェリア戦 60分
  - 1995年／ナイジェリア戦 90分
  - 1995年／カナダ戦 4分
  - 1995年／カナダ戦 21分
  - 1995年／カナダ戦 90+3分
  - 1995年／アメリカ戦 10分
  - 1999年／カナダ戦 8分
  - 1999年／カナダ戦 36分
  - 1999年／日本戦 36分
  - 1999年／スウェーデン戦 51分

9得点
- リンダ・メダレン
  - 1991年／ニュージーランド戦 32分
  - 1991年／ニュージーランド戦 38分
  - 1991年／デンマーク戦 56分
  - 1991年／スウェーデン戦 41分
  - 1991年／スウェーデン戦 77分
  - 1991年／アメリカ戦 29分
  - 1995年／ナイジェリア戦 67分
  - 1995年／デンマーク戦 64分
  - 1999年／カナダ戦 68分
- ヘーゲ・リーセ
  - 1991年／ニュージーランド戦 49分
  - 1995年／ナイジェリア戦 49分
  - 1995年／イングランド戦 37分
  - 1995年／カナダ戦 12分
  - 1995年／デンマーク戦 85分
  - 1995年／ドイツ戦 37分
  - 1999年／カナダ戦 54分
  - 1999年／日本戦 8分（PK）
  - 1999年／スウェーデン戦 72分（PK）

8得点
- マリアンネ・ペテルセン
  - 1995年／カナダ戦 71分
  - 1995年／カナダ戦 89分
  - 1995年／ドイツ戦 40分
  - 1999年／ロシア戦 68分
  - 1999年／カナダ戦 76分
  - 1999年／スウェーデン戦 58分
  - 2003年／ブラジル戦 45分
  - 2003年／韓国戦 40分

6得点
- ラグンヒルド・グルブランセン
  - 2007年／カナダ戦 52分
  - 2007年／オーストラリア戦 5分
  - 2007年／ガーナ戦 39分
  - 2007年／ガーナ戦 59分
  - 2007年／ガーナ戦 62分
  - 2007年／アメリカ戦 63分
- イサベル・ヘルロヴセン
  - 2007年／ガーナ戦 56分
  - 2007年／中国戦 32分
  - 2015年／タイ戦 29分
  - 2015年／タイ戦 34分
  - 2019年／韓国戦 50分（PK）
  - 2019年／オーストラリア戦 31分

4得点
- ティナ・スヴェンソン
  - 1991年／デンマーク戦 14分（PK）
  - 1991年／イタリア戦 96分（PK）
  - 1991年／スウェーデン戦 39分（PK）
  - 1995年／ナイジェリア戦 76分（PK）
- ダグニー・メルグレン
  - 1999年／日本戦 61分
  - 2003年／フランス戦 66分
  - 2003年／韓国戦 24分
  - 2003年／韓国戦 31分
- ソルヴェイグ・グルブランセン
  - 1999年／カナダ戦 87分
  - 2003年／韓国戦 5分
  - 2015年／コートジボワール戦 67分
  - 2015年／イングランド戦 54分

3得点
- クリスティン・サントベルク
  - 1995年／ナイジェリア戦 30分
  - 1995年／ナイジェリア戦 40分
  - 1995年／ナイジェリア戦 82分
- アーダ・ヘーゲルベルグ
  - 2015年／タイ戦 68分
  - 2015年／コートジボワール戦 6分
  - 2015年／コートジボワール戦 62分
- ソフィー・ロマン・ハウグ（英語版）
  - 2023年／フィリピン戦 6分
  - 2023年／フィリピン戦 17分
  - 2023年／フィリピン戦 90+5分
- グーロ・レイテン（英語版）
  - 2019年／ナイジェリア戦 17分
  - 2023年／フィリピン戦 53分（PK）
  - 2023年／日本戦 20分

2得点
- アウネータ・カールセン
  - 1991年／イタリア戦 67分
  - 1991年／スウェーデン戦 67分
- オウンゴール
  - 1991年／ニュージーランド戦 30分
  - 1999年／日本戦 26分
- Brit Sandaune
  - 1999年／ロシア戦 28分
  - 2003年／韓国戦 52分
- リンダ・オーメン
  - 2003年／韓国戦 80分
  - 2003年／韓国戦 90分
- アネ・スタンジェランド・ホルペスタッド
  - 2007年／カナダ戦 81分
  - 2007年／ガーナ戦 45分（PK）
- キャロライン・グラハム・ハンセン
  - 2019年／韓国戦 5分
  - 2023年／フィリピン戦 31分

1得点
- Birthe Hegstad
  - 1991年／イタリア戦 22分
- グロ・エスペセト
  - 1995年／デンマーク戦 21分
- トーネ・ハウゲン
  - 1995年／イングランド戦 7分
- Randi Leinan
  - 1995年／カナダ戦 84分
- Unni Lehn
  - 1999年／カナダ戦 49分
- Anita Rapp
  - 2003年／フランス戦 47分
- Lise Klaveness
  - 2007年／ガーナ戦 69分
- レネ・ストルロッケン
  - 2007年／ガーナ戦 4分
- エリーセ・トールスネス
  - 2011年／オーストラリア戦 56分
- Emilie Haavi
  - 2011年／赤道ギニア戦 84分
- トリーネ・レニング
  - 2015年／タイ戦 16分
- マレン・ミェルデ
  - 2015年／ドイツ戦 61分
- リサ＝マリー・カールセン・ウトランド
  - 2019年／ナイジェリア戦 34分

### パナマ
1得点
- マルタ・コックス（英語版）
  - 2023年／フランス戦 2分
- ヨミラ・ピンソン（英語版）
  - 2023年／フランス戦 64分（PK）
- リネス・セデーニョ（英語版）
  - 2023年／フランス戦 87分

### フィリピン
1得点
- サリナ・ボールデン
  - 2023年／ニュージーランド戦 24分

### ブラジル
17得点
- マルタ
  - 2003年／韓国戦 14分（PK）
  - 2003年／ノルウェー戦 59分
  - 2003年／スウェーデン戦 44分（PK）
  - 2007年／ニュージーランド戦 74分
  - 2007年／ニュージーランド戦 90+3分
  - 2007年／中国戦 42分
  - 2007年／中国戦 70分
  - 2007年／オーストラリア戦 23分（PK）
  - 2007年／アメリカ戦 27分
  - 2007年／アメリカ戦 79分
  - 2011年／ノルウェー戦 22分
  - 2011年／ノルウェー戦 48分
  - 2011年／アメリカ戦 68分（PK）
  - 2011年／アメリカ戦 92分
  - 2015年／韓国戦 53分
  - 2019年／オーストラリア戦 27分
  - 2019年／イタリア戦 74分

11得点
- クリスチアニ
  - 2007年／ニュージーランド戦 54分
  - 2007年／中国戦 47分
  - 2007年／中国戦 48分
  - 2007年／オーストラリア戦 75分
  - 2007年／アメリカ戦 56分
  - 2011年／赤道ギニア戦 54分
  - 2011年／赤道ギニア戦 90+3分（PK）

7得点
- シシー
  - 1999年／メキシコ戦 29分
  - 1999年／メキシコ戦 42分
  - 1999年／メキシコ戦 50分
  - 1999年／イタリア戦 3分
  - 1999年／イタリア戦 63分
  - 1999年／ドイツ戦 20分
  - 1999年／ナイジェリア戦 104分

6得点
- カティア
  - 1999年／メキシコ戦 35分（PK）
  - 1999年／ドイツ戦 15分
  - 2003年／韓国戦 55分
  - 2003年／韓国戦 62分
  - 2003年／ノルウェー戦 68分
  - 2003年／フランス戦 58分

5得点
- プレチーニャ
  - 1995年／日本戦 7分
  - 1999年／メキシコ戦 3分
  - 1999年／メキシコ戦 12分
  - 1999年／メキシコ戦 90+1分
  - 1999年／デンマーク戦 90+1分

3得点
- ホザナ
  - 2003年／ノルウェー戦 37分
  - 2011年／オーストラリア戦 54分
  - 2011年／ノルウェー戦 46分
- アリ・ボルジェス（英語版）
  - 2023年／パナマ戦 19分
  - 2023年／パナマ戦 39分
  - 2023年／パナマ戦 70分

2得点
- ホゼリ
  - 1995年／スウェーデン戦 37分
  - 1995年／ドイツ戦 19分
- シディーニャ
  - 1999年／ナイジェリア戦 4分
  - 1999年／ナイジェリア戦 22分
- ダニエラ
  - 2003年／ノルウェー戦 26分
  - 2007年／ニュージーランド戦 10分
- フォルミガ
  - 2007年／オーストラリア戦 4分
  - 2015年／韓国戦 33分

1得点
- Elane
  - 1991年／日本戦 4分
- ネネ
  - 1999年／ナイジェリア戦 35分
- マイコン
  - 1999年／ドイツ戦 90+4分
- ヘナータ
  - 2007年／ニュージーランド戦 86分
- オウンゴール
  - 2007年／アメリカ戦 20分
- エリカ
  - 2011年／赤道ギニア戦 49分
- ラケル・フェルナンデス
  - 2015年／コスタリカ戦 83分
- ビア・ザネラット（英語版）
  - 2023年／パナマ戦 48分
- デビーニャ
  - 2023年／フランス戦 58分

### フランス
8得点
- ウジェニー・ル・ソメ（英語版）
  - 2015年／イングランド戦 29分
  - 2015年／メキシコ戦 13分
  - 2015年／メキシコ戦 36分
  - 2019年／韓国戦 9分
  - 2019年／ノルウェー戦 72分（PK）
  - 2023年／ブラジル戦 17分
  - 2023年／モロッコ戦 23分
  - 2023年／モロッコ戦 70分

5得点
- マリー=ローラ・デリエ
  - 2011年／ナイジェリア戦 56分
  - 2011年／ドイツ戦 56分
  - 2015年／メキシコ戦 1分
  - 2015年／韓国戦 4分
  - 2015年／韓国戦 48分
- ワンディ・ルナール
  - 2019年／韓国戦 35分
  - 2019年／韓国戦 45+2分
  - 2019年／ナイジェリア戦 79分（PK）
  - 2019年／アメリカ合衆国戦 16分
  - 2023年／ブラジル戦 83分

4得点
- カディディアトゥ・ディアニ（英語版）
  - 2023年／パナマ戦 28分
  - 2023年／パナマ戦 37分（PK）
  - 2023年／パナマ戦 52分（PK）
  - 2023年／モロッコ戦 15分

3得点
- エロディ・トミス
  - 2011年／カナダ戦 83分
  - 2011年／スウェーデン戦 56分
  - 2015年／韓国戦 8分
- アマンディーヌ・アンリ
  - 2015年／メキシコ戦 80分
  - 2019年／韓国戦 85分
  - 2019年／ブラジル戦 107分

2得点
- マリネット・ピション
  - 2003年／韓国戦 84分
  - 2003年／ブラジル戦 90+2分
- ゲタン・ティネイ
  - 2011年／カナダ戦 24分
  - 2011年／カナダ戦 60分
- ヴァレリー・ゴーヴァン
  - 2019年／ノルウェー戦 44分
  - 2019年／ブラジル戦 46分

1得点
- カミーユ・アビリー
  - 2011年／カナダ戦 66分
- ローラ・ジョルジュ
  - 2011年／ドイツ戦 72分
- エリーゼ・ブサリア
  - 2011年／イングランド戦 88分
- ソニア・ボンパストル
  - 2011年／アメリカ戦 55分
- ルイザ・ネシブ
  - 2015年／ドイツ戦 64分
- マエル・ラクラル（英語版）
  - 2023年／パナマ戦 21分
- レア・ル・ガレック（英語版）
  - 2023年／パナマ戦 45+5分
- ヴィッキー・ベチョ（英語版）
  - 2023年／パナマ戦 90+10分
- ケンザ・ダリ（英語版）
  - 2023年／モロッコ戦 20分

### ポルトガル
1得点
- テルマ・エンカルナサン（英語版）
  - 2023年／ベトナム戦 7分
- キカ・ナザレス（英語版）
  - 2023年／ベトナム戦 21分

### 南アフリカ共和国
3得点
- テンビ・クゲトラナ（英語版）
  - 2019年／スペイン戦 25分
  - 2023年／アルゼンチン戦 66分
  - 2023年／イタリア戦 90+2分

2得点
- ヒルダ・マガイア（英語版）
  - 2023年／スウェーデン戦 48分
  - 2023年／イタリア戦 67分

1得点
- リンダ・モトラーロ（英語版）
  - 2023年／アルゼンチン戦 30分

### メキシコ
2得点
- マリベル・ドミンゲス
  - 1999年／ブラジル戦 10分
  - 2011年／ニュージーランド戦 29分

1得点
- モニカ・オカンポ
  - 2011年／イングランド戦 33分
- ステファニー・マヨル
  - 2011年／ニュージーランド戦 2分
- ベロニカ・ペレス
  - 2015年／コロンビア戦 36分
- ファビオラ・イバーラ
  - 2015年／イングランド戦 90+1分

### モロッコ
1得点
- イブティサム・ジェライディ（英語版）
  - 2023年／韓国戦 6分
- アニッサ・ラフマリ（英語版）
  - 2023年／コロンビア戦 45+4分

### ロシア
3得点
- Elena Fomina
  - 1999年／カナダ戦 66分
  - 1999年／カナダ戦 86分
  - 2003年／オーストラリア戦 89分
- Olga Letyushova
  - 1999年／日本戦 52分
  - 1999年／日本戦 90分
  - 2003年／ガーナ戦 80分

2得点
- Natalia Barbashina
  - 1999年／日本戦 80分
  - 2003年／ガーナ戦 54分

1得点
- Olga Karasseva
  - 1999年／カナダ戦 90+1分
- Natalia Karasseva
  - 1999年／日本戦 58分
- Galina Komarova
  - 1999年／ノルウェー戦 78分
- Irina Grigorieva
  - 1999年／カナダ戦 54分
- Larissa Savina
  - 1999年／日本戦 29分
- Marina Saenko
  - 2003年／ガーナ戦 36分
- Elena Danilova
  - 2003年／ドイツ戦 70分
- オウンゴール
  - 2003年／オーストラリア戦 39分